# Sven Bergqvist
Pour les articles homonymes, voir Bergqvist.
Sven Bergqvist, surnommé Svenne Berka (né le 20 août 1914 à Stockholm et mort le 16 décembre 1996) est un joueur de football, de hockey sur glace et de bandy, et par la suite entraîneur suédois.

## Carrière d'athlète

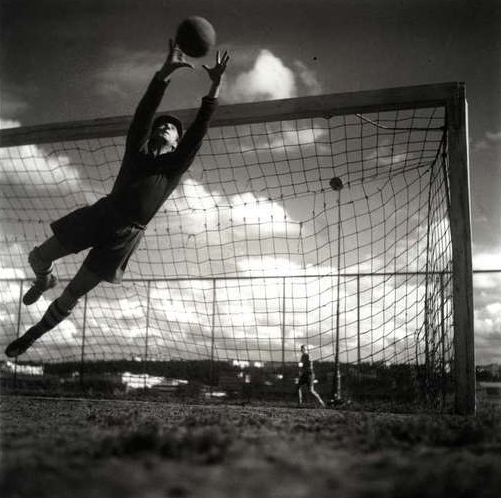
Sven Bergqvist attrapant un ballon de foot.

Sven Bergqvist est issu de la classe ouvrière d'un quartier sud de Stockholm, appelé Södermalm. À 16 ans, il fait ses débuts en tant que gardien de bandy au Hammarby IF BF. L'année suivante, il commence une carrière de gardien de football et en même temps gardien de hockey sur glace au Hammarby IF. Bergqvist reste la gardien de football de l'équipe de 1932 à 1946, avec qui il remporte de nombreux titres. Au bandy, il effectue quatre saisons dans le plus haute division suédoise avant d'abandonner. Bergqvist joue également un match en élite suédoise de handball (pour le SoIK Hellas).
Avec l'équipe de Suède de football, il effectue son second match le 30 juin 1935, avec une victoire sur l'Allemagne. Il joue en tout 35 matchs entre 1935 et 1943. Il joue également 55 matchs avec l'équipe de Suède de hockey sur glace.
En 1936, il joue pendant les Jeux olympiques d'été de 1936 à Berlin et les Jeux olympiques d'hiver de 1936 à Garmisch-Partenkirchen, représentant la Suède en football et en hockey sur glace. Il reçoit également une proposition pour jouer avec l'équipe de Suède de handball, mais il décline l'offre. Bergqvist aurait pu devenir le premier joueur de football professionnel suédois, lorsque le Racing Club de Paris lui proposa une offre de venir signer dans le championnat français.
Sven Bergqvist devient par la suite entraîneur de l'équipe de football du Hammarby IF entre 1944 et 1946. Il entraîne ensuite l'équipe de Suède de hockey sur glace aux Jeux olympiques d'hiver 1948 de St. Moritz.
Le 3 décembre 1955, Bergqvist a un accident de voiture et passe le restant de sa vie dans une chaise roulante. Mais cela ne l'empêche pas de continuer le sport à haut niveau.
Sven Bergqvist est introduit au Temple de la renommée de l'IIHF en 1999.